# 稲古舘古墳
稲古舘古墳（いなふるだてこふん）は、福島県須賀川市稲にある古墳。形状は円墳。現在では墳丘は失われているが、出土銅漆作大刀は福島県指定重要文化財に指定されている。

## 概要
福島県南部、奥羽山脈東縁の丘陵頂部南端に築造された小円墳である。1997年（平成9年）に発掘調査が実施されている。
墳形は円形で、直径約12メートル・高さ1.2メートルを測る。墳丘からは土師器が検出されている。埋葬施設は切石積の横穴式石室で、南南東方向に開口する。盗掘に遭っているため調査時点で石室の上部を欠失するが、石室内からは副葬品として大刀1・鉄鏃9・鉄釘2・刀子2などが検出されている。特に大刀は正倉院所蔵の金銅鈿荘大刀（中倉8第5号）と類似した拵えである点で注目される。
この稲古舘古墳は、奈良時代の8世紀代の築造と推定される。火葬墓が主体となる時期に、東北地方南部において奈良時代様式の大刀を副葬する古墳として築造された点で特異な古墳になる。また東約4キロメートルには石背郡（磐瀬郡）の郡衙跡と推定される栄町遺跡が所在するため、本古墳の被葬者を石背郡の郡司クラスの人物とする説が挙げられている。
出土銅漆作大刀は2008年（平成20年）に福島県指定重要文化財に指定されている。

## 遺跡歴
- 1997年（平成9年）、発掘調査（須賀川市教育委員会、2003年に報告書刊行）。
- 2008年（平成20年）4月4日、出土銅漆作大刀が福島県指定重要文化財に指定[3]。

## 埋葬施設
埋葬施設としては横穴式石室が構築されており、南南東方向に開口する。石室の規模は次の通り。
- 玄室：長さ2.5メートル、幅1.8メートル、現存高さ約1メートル（側壁）
- 羨道：長さ2.5メートル

玄室の石材には0.7メートル×0.4メートル×0.2メートルの柱状切石が使用される。天井石は割石による。また羨道部は割石積みで構築される。

## 文化財

### 福島県指定文化財
- 重要文化財（有形文化財）
  - 稲古舘古墳出土銅漆作大刀（附 墳丘及び石室内出土品）（考古資料） - 須賀川市立博物館保管。2008年（平成20年）4月4日指定[3]。

## 関連施設
- 須賀川市立博物館（須賀川市池上町）

## 関連文献
（記事執筆に使用していない関連文献）
- 『稲古舘古墳・稲古舘遺跡（須賀川市文化財調査報告 第40集）』須賀川市教育委員会、2003年。
  - 福島雅儀「稲古舘古墳出土鉄刀とその意義」、西川明彦「須賀川市稲古舘古墳出土大刀について -正倉院の大刀外装との比較による構造調査-」。